# كلفن ديفيس (سياسي)
كلفن ديفيس (بالإنجليزية: Kelvin Davis)‏ هو سياسي نيوزيلندي، ولد في 2 مارس 1967 في Kawakawa, New Zealand ‏ في نيوزيلندا. نشط حزبياً في حزب العمال النيوزيلندي. وقد انتخب عضو مجلس النواب النيوزيلندي عن دائرة Te Tai Tokerau ‏ وقد انضم خلال فترته النيابية ‏  للكتلة البرلمانية حزب العمال النيوزيلندي وانتخب عضو مجلس النواب النيوزيلندي عن دائرة Te Tai Tokerau ‏ وقد انضم خلال فترته النيابية ‏  للكتلة البرلمانية حزب العمال النيوزيلندي.